# Giorgio Morettuzzo
Giorgio Morettuzzo (Codroipo, 26 marzo 1952) è un ex cestista italiano.

## Carriera
Ha giocato in Serie A1 e Serie A2 dal 1975 al 1978. Ha giocato in A1 a Forlì e poi 2 stagioni in A2 con il Basket Mestre. Ha militato anche con la Nazionale Militare.